# Jane Elizabeth Hodgson
Jane Elizabeth Hodgson (23. ledna 1915 Crookston – 23. října 2006 Rochester) byla americká lékařka a gynekoložka. Ve své padesátileté kariéře se zaměřila na péči o reprodukční zdraví žen, včetně interrupcí. Otevřela si vlastní kliniku v St Paulu v Minnesotě a spoluzaložila kliniku Duluth WE Health Clinic (dříve Women's Health Center). Kromě poskytování lékařské péče ženám byla také obhájkyní ženských práv a napadala státní zákony, které omezovaly přístup k interrupcím. Je jedinou osobou, která kdy byla ve Spojených státech odsouzena za provedení interrupce v nemocnici.

## Vzdělání a kariéra
Hodgson získala bakalářský titul z chemie na Carleton College v roce 1934 a lékařský titul na Minnesotské univerzitě v roce 1939. Se svým budoucím manželem Frankem W. Quattlebaumem se seznámila, když byli oba na stáži v Jersey City v New Jersey. Společně absolvovali lékařskou praxi na Mayo Clinic v Rochesteru v Minnesotě. Oba věnovali svůj čas a talent Projektu naděje (Project Hope) a sloužili v Tanzanii, Peru, Ekvádoru, Egyptě, Grenadě a Číně. Hodgson si nakonec v roce 1947 otevřela vlastní kliniku v St Paulu v Minnesotě a dalších 50 let poskytovala ženám péči v oblasti reprodukčního zdraví. Její raný výzkum zahrnoval metody testování těhotenství a v roce 1952 se stala zakládající členkou Americké fakulty porodníků a gynekologů (American College of Obstetricians and Gynecologists). V roce 1981 spoluzaložila zdravotnické centrum Duluth Women's Health Center.
Její názory na interrupce ovlivnily jak ženy, o které se starala ve své praxi, tak ty, které potkávala na svých četných cestách, jež podnikala se svým manželem do zemí třetího světa v 50. letech. Později v jednom rozhovoru řekla: „Můj postoj k interrupcím se vyvíjel. Učili mě, že interrupce je nemorální. Postupně jsem se změnila, začala jsem cítit, že zákon je nemorální, že jsou tu všechny ty mladé ženy, kterým se ničí zdraví, kterým se ničí život, kterým se musí změnit plány. Z mého pohledu to byla špatná medicína, byla to špatná politika veřejného zdraví.” Do budoucna se však dívala optimisticky: Linda Greenhouse, nositelka Pulitzerovy ceny, citovala článek v časopise pro absolventy Kliniky Mayo, v němž Hodgson předpověděla: „Jednou, interrupce bude humální lékařská služba, nikoli zločin.” Hodgson shrnula svůj názor na lékařskou profesi a interrupce v dopise redaktorovi časopisu Journal of the American Medical Association: „Abychom nezapomněli – mezi bezpečnou zdravotní péčí o ženy a temnými dny zadních uliček stojí jen legální, kompetentní zdravotníci. My, lékaři, máme morální povinnost tuto zdravotní péči poskytovat.”

## Soudní případy týkající se potratů
V roce 1970 provedla Hodgson potrat 23leté vdané matce tří dětí, která onemocněla zarděnkami, jež mohou způsobit vážné vrozené vady plodu a dítěte. Interrupce, dilatace a kyretáž byly provedeny v nemocnici St. Paul-Ramsey Hospital (nyní Regions Hospital). V té době byly interrupce v Minnesotě nezákonné, pokud těhotenství neohrožovalo zdraví ženy. Hodgson byla obviněna, přiznala vinu a byla odsouzena ke 30 dnům vězení. Bylo to poprvé, kdy byl za provedení interrupce v nemocnici odsouzen lékař s licencí. Hodgson se odvolala k nejvyššímu státnímu soudu, který její odsouzení zrušil po klíčovém rozhodnutí Nejvyššího soudu Spojených států v případu Roe vs. Wade. Na otázku svého právníka během soudního procesu: „Považujete oplodněné vajíčko za rovnocenné lidské osobě?” odpověděla: „Ne, a většina žen by to vnímala stejně. Jsme pragmatičtější než muži, více se zabýváme realitou. Já se zabývám posvátností života, ale tohle je jen několik embryonálních buněk.” Pokračovala: „My jako lékaři bychom se měli zajímat o kvalitu života v průběhu jeho vývoje.”
V roce 1981 Hodgson propůjčila své jméno žalobě (Hodgson vs. Minnesota) podané organizací Planned Parenthood proti státu Minnesota, která napadla zákon tohoto státu, podle něhož musí být oba rodiče informováni nejméně 48 hodin před provedením interrupce u nezletilé osoby. Když se případ projednával u okresního soudu, Hodgson vypověděla, že „...jedna čtrnáctiletá pacientka, aby udržela své těhotenství v tajnosti, se s pomocí svých přátel pokusila vyvolat potrat tím, že si do pochvy zavedla kovový předmět, čímž si potrhala tělo, zjizvila děložní čípek a způsobila krvácení. Když se tento pokus o vyvolání potratu nezdařil, pacientka, která byla tehdy ve čtvrtém nebo pátém měsíci těhotenství, se nakonec vydala na potratovou kliniku. Kvůli poškození děložního čípku pacientky museli lékaři provést hysterektomii...”. Nejvyšší soud Spojených států amerických tento zákon v roce 1990 potvrdil, částečně proto, že zákon obsahoval „soudní kličku”, která umožňovala soudci povolit interrupci bez oznámení rodičům. Ve většině případů, soudci interrupci povolili.
Hodgson byla u soudu znovu v roce 1993 jako spolužalobkyně v případu, v němž soudce zrušil minnesotský zákaz plateb za interrupce v rámci programu Medicaid. Hodgson svědčila nebo poskytovala pomoc při výzkumu v mnoha případech, včetně případů Sabot vs. Fargo Women's Health Organization, Women of the State of Minnesota v. Natalie Haas Steffen a Women's National Abortion Action Coalition (WONAAC) vs. Washington. Hodgson se angažovala v obhajobě zdravotních práv žen, v roce 1989 uvedla: „Pokud jsem měla někdy pochybnosti o tom, co dělám, stačí, abych viděla pacientku a promluvila si s ní, a uvědomím si, že je to správné.”

## Hnutí za zdraví žen
Od 60. let 20. století byly zákony o interrupcích ve Spojených státech pod drobnohledem, protože mnohé z nich omezovaly interrupce pouze na případy, kdy byl ohrožen život matky. V této době lékaři volali po liberalizaci zákonů. Brzy poté, koncem 60. let, se k lékařům v boji přidaly i feministky a požadovaly „interrupce na požádání”. V roce 1969 se skupina dvanácti žen sešla na konferenci o osvobození žen v Bostonu, hovořily o vlastních zkušenostech s lékaři a sdílely své poznatky. Z jejich výzkumu v roce 1970 vzešla 193stránková učebnice s názvem Women and Their Bodies (v překladu: Ženy a jejich těla), která zahrnovala témata jako porod, antikoncepce a pohlavní choroby. To byl počátek hnutí za zdraví žen.
Aktivity Jane Hodson byly součástí hnutí za zdraví žen. Rok poté, co Hodgson provedla interrupci, byla kniha Women and Their Bodies revidována a přejmenována na Our Bodies, Ourselves (v překladu: Naše těla, my samy), aby zdůraznila toto nové hnutí žen, které požadovaly znalosti o svém těle a větší kontrolu nad svou zdravotní péčí.

## Ocenění a vyznamenání
Za svou činnost v oblasti ženského zdraví a za své zásluhy v této oblasti si Jane Hodgson vysloužila v roce 1981 Humanitární cenu Christophera Tietzeho, the Planned Parenthood Federation of America's Margaret Sanger Award in 1995, v roce 1995 Cenu Margaret Sanger, kterou uděluje Federace plánovaného rodičovství v Americe, a v roce 1994 Národní cenu za reprodukční zdraví, kterou uděluje Americká asociace lékařek. V roce 2001 byla jako jedna z prvních lékařek uvedena do Mezinárodní síně slávy žen v medicíně.